# Sudoku Cube
Le Sudoku Cube est une variante du Rubik's Cube dans laquelle les faces portent des numéros de un à neuf à la place des stickers de couleurs. Le but est de résoudre des Sudoku sur un ou plusieurs côtés. Le jouet a été créé en 2006 par Jay Horowitz.

## Production
Le Sudoku Cube a été inventé par le fabricant de jouets Jay Horowitz. Il a eu l'idée de combiner le Sudoku et le Rubik's cube. Horowitz possédait déjà des moules à Rubik's cube et les a utilisés pour faire ses prototypes. La production en masse est réalisée en Chine par American Classic Toy Inc, une société appartenant à Horowitz. Le produit est vendu aux États-Unis chez des revendeurs tels que Barnes & Noble et FAO Schwarz et sur Internet. Il y a 12 types de Sudoku Cube, qui diffèrent en fonction de leur difficulté et destinés à différentes tranches d'âge.

## Description
Dans un Rubik's cube classique, le joueur doit tourner les faces de telle manière qu'il n'y ait plus qu'une couleur sur chaque face du cube. Dans le Sudoku Cube, le joueur doit placer les numéros de un à neuf sur chaque côté, mais un seul de chaque par face. On peut obtenir ce résultat en faisant tourner les faces du cube. Les variantes du Sudoku Cube sont les Sudokube et les Roxdoku, ainsi que des cubes plus grands (4×4×4 avec 16 numéros ou 5x5x5 avec 25 numéros à la place d'un 3x3x3 classique avec 9 numéros) 

Sudoku Cube dans sa position initiale
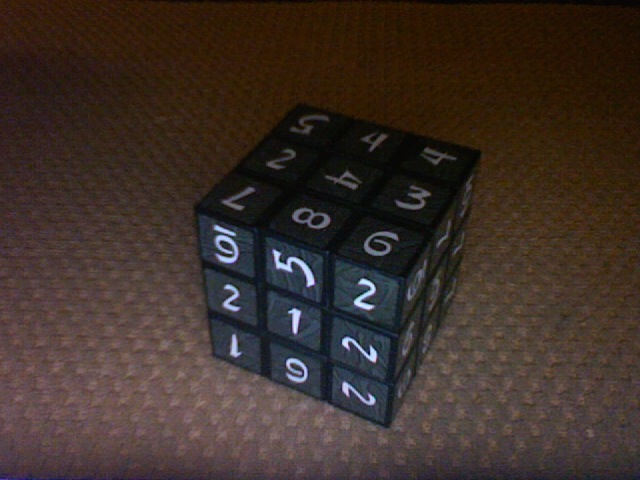
Un Sudoku Cube noir mélangé.
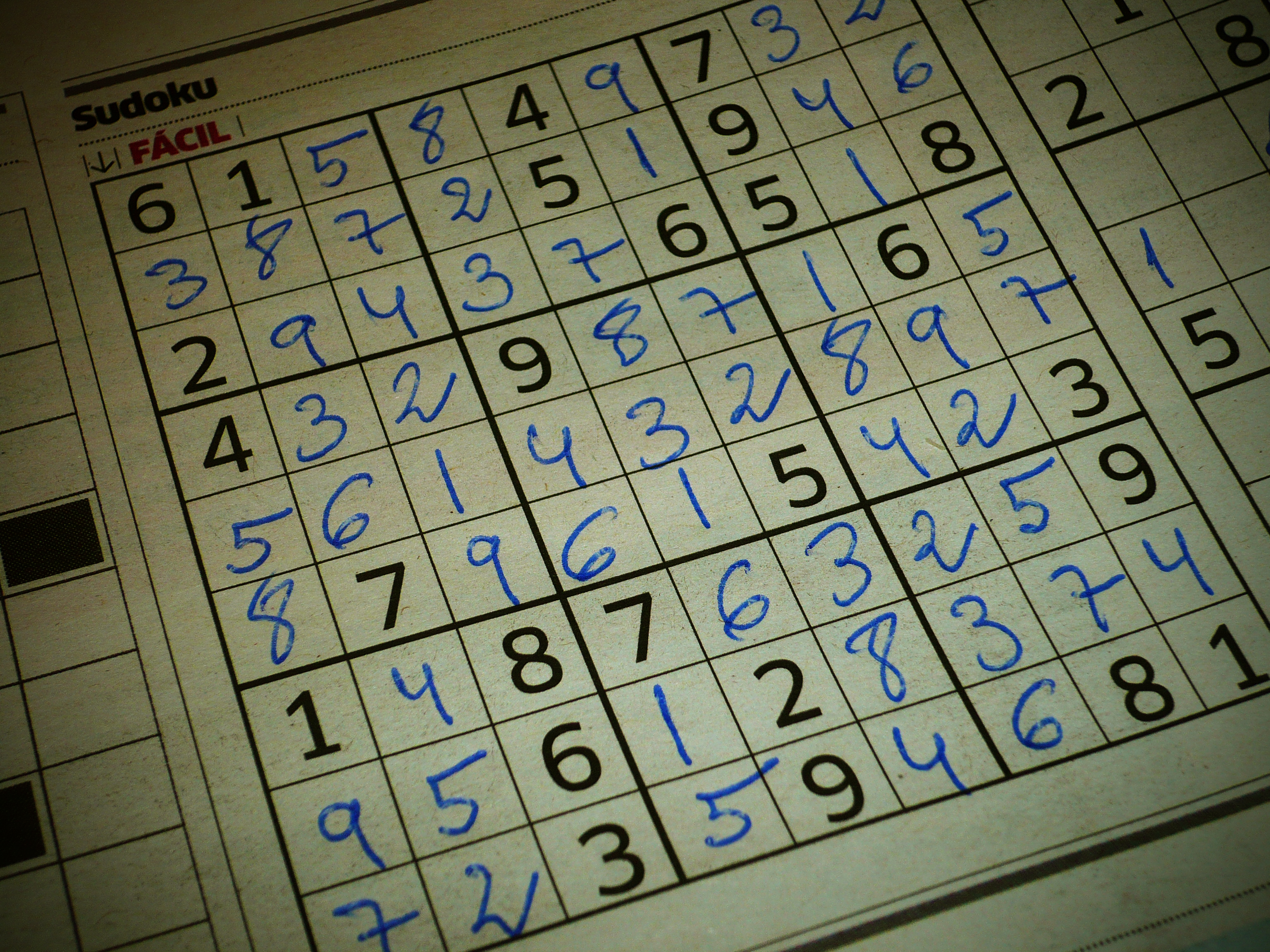
Sudoku proposé par la presse.
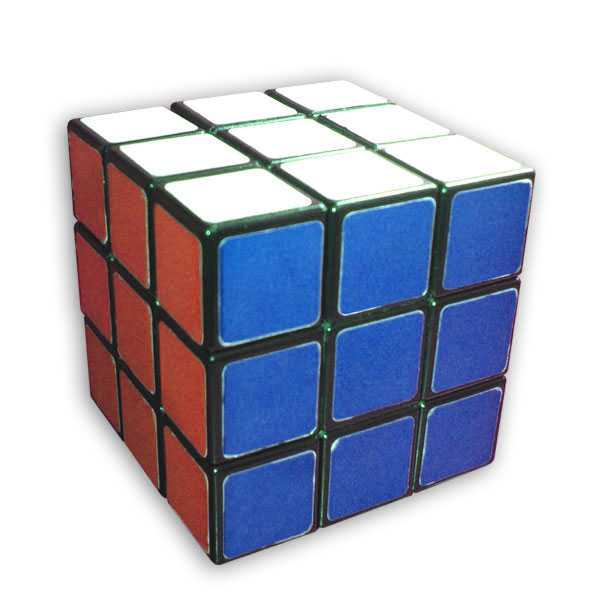
Rubik's Cube dans son état résolu.

## Simulations informatiques
Des langages de programmation tridimensionnels tels que VPython peuvent être utilisés pour créer des simulations d'un Sudoku Cube. Ces simulations permettent de concevoir et imaginer des variantes (4×4×4 ou 5×5×5, par exemple) et de réfléchir à leur coût, leur résolution et la possibilité de concevoir des modèles personnalisés.